# Paolo Lunardon (Geistlicher)
Paolo Lunardon OSB (* als Pietro Lunardon am 25. Mai 1930 in Cuasso al Monte, Provinz Varese, Lombardei; † 11. Oktober 2017 in Pontida, Provinz Bergamo, Lombardei) war ein italienischer Ordensgeistlicher und Territorialabt von Sankt Paul vor den Mauern in Rom.

## Leben
Pietro Lunardon trat 1944 in die Ordensgemeinschaft der Benediktinerabtei San Giacomo di Pontida bei und erhielt die Ordensnamen Paolo. Nach seinem Noviziat in der Abtei Cava de’ Tirreni nahe Salerno legte er am 4. November 1952 die Profess ab. Am 8. Juli 1956 empfing er die Priesterweihe in der Abtei Montecassino.
Lunardon studierte Philosophie und Theologie am Päpstlichen Athenaeum Sant’Anselmo, der Ordenshochschule des Benediktinerordens in Rom. An der römischen Vatikanischen Schule für Paläografie, Diplomatik und Archivkunde (“Scuola Vaticana”) graduierte er in Bibliothekswissenschaften und Paläografie und in Mailand in Archivwissenschaften. 1971 absolvierte Pater Paolo ein Studium in Geschichte und Philosophie an der Katholischen Universität Mailand. Lunardon war als Lehrer und Schulleiter an öffentlichen Schulen tätig.
In der Abtei Montecassino war er unter anderem Archivar, Novizenmeister und Klaustralprior. Von 1980 bis 1986 war er Visitator der Cassinensischen Kongregation. Er war Prior des Klosters San Pietro d’Assisi und Pfarrer der zugehörigen Pfarrei. Papst Johannes Paul II. ernannte ihn am 16. November 1992 zum Apostolischen Administrator der Territorialabtei Cava de’ Tirreni.
Am 25. Juli 1997 wurde Paolo Lunardon von Johannes Paul II. zum Abt von Sankt Paul vor den Mauern in Rom ernannt. Kurz vor seinem Tod nahm Johannes Paul II. am 1. April 2005 das altersbedingte Rücktrittsgesuch des Abtes an. Lunardon war der letzte Abtordinarius der Territorialabtei St. Paul vor den Mauern in Rom.
Paolo Lunardon starb in seinem Professkloster San Giacomo in Pontida.

## Schriften
- Il Giuramento di Pontida, 1967
- Per Iddio e per la scuola: biografia di Caterina Cittadini, 1975
- Pontida 1076 – 1976. Documenti per la storia del Monastero di S. Giacomo. Scelti ed introdotti da D. Paolo Lunardon e D. Giovanni Spinelli. Tipografia Editrice Secomandi, Bergamo 1977.